# Партия хакка
Партия хакка (кит. 客家黨) — политическая партия Китайской Республики, одна из «малых» партий (minor) на Тайване. Целью создания была защита интересов группы хакка. В 2008 году партия принимала участие в выборах в Законодательный Юань.

## История создания
Движение за создание собственной партии хакка началось как реакция на «тайванизацию». Также они считали, что их интересы не учитываются, а государство больше внимания уделяет аборигенной культуре острова и культуре Хокло. В политической сфере называли ДПП «Партией Хокло». Также протестовали против введения тайваньского языка Хокло. С другой стороны, Гоминьдан представлял интересы материкового Китая
.